# Mafalda Corinaldesi y Luis Faustino Stamponi
Mafalda Corinaldesi de Stamponi (20 de noviembre de 1915, Bahía Blanca,  secuestrada y desaparecida el 19 de noviembre de 1976 en Buenos Aires) fue una activista por los derechos humanos argentina. Fue madre de Luis Faustino Stamponi, un reconocido militante revolucionario y guerrillero víctima del Plan Cóndor, y a principios de la última dictadura cívico-militar argentina (1976-1983) usó un pañuelo en la cabeza para despistar a los grupos de tareas y espías de la dictadura que la persiguieron, capturaron y desaparecieron, poco después de haber hecho lo mismo con su hijo. Su pañuelo blanco se convertiría en un símbolo de la lucha contra el terrorismo de Estado en Argentina, la cual se dio de la mano de mujeres como Stamponi, eventualmente conocidas como las Madres de Plaza de Mayo.

## Biografía
Era hija de Giulio Corinaldesi, que en 1898 había emigrado de Ancona a Argentina. En 1935 se casó con Domingo Faustino Stamponi,  un chofer de la base naval de Puerto Belgrano, y de esa unión nació  Luis Faustino Stamponi. Mafalda vivía de coser/tejer para afuera luego de haber enviudado y no dudó en viajar a Bolivia para averiguar sobre su hijo.

## Luis Faustino Stamponi
Luis Faustino Stamponi Corinaldesi (Punta Alta, 14 de febrero de 1935, detenido  en Llallagua, Bolivia el 15 de octubre de 1976). Mientras estudiaba en la escuela secundaria en Punta Alta, participó de la toma del Colegio Nacional a favor de la educación laica durante la dictadura de Aramburu. A fines de los años 50 se sumó a Palabra Obrera y en 1962 llegó por primera vez a Cuba para recibir entrenamiento militar, donde conoció a Ernesto Guevara y asumió como propia la doctrina del internacionalismo y la estrategia continental de lucha. Fue detenido en 1964 por tráfico de armas.  Mientras estaba en La Habana, lloró al leer que el Che lo había mandado a buscar a Buenos Aires para pelear en Bolivia, donde en 1969 se integró al Ejército de Liberación Nacional (ELN) que en 1975 hasta 1977 se convertiría en Partido Revolucionario de los Trabajadores (PRT-B). El ELN fue uno de los promotores de la Junta de Coordinación Revolucionaria con los tupamaros, el Partido Revolucionario de los Trabajadores-Ejército Revolucionario del Pueblo y el MIR chileno. Al ser detenido en Bolivia el 13 de octubre de 1976, fue entregado a los represores argentinos.  Estuvo recluido en  "Automotores Orletti", un centro clandestino de detención que se transformó en el centro de operaciones regional en el marco del llamado "Plan Cóndor" y con represores de Chile, Paraguay, Brasil, Bolivia y Uruguay. Las víctimas eran allí  torturadas, extorsionadas, robadas y asesinadas, para quedar desaparecidas. Gustavo Rodríguez Ostria explicó que se supone que el cierre de Orletti se produjo pocos días después de la llegada de Stamponi, cuando dos personas lograron escapar de él y el régimen militar lo clausuró temiendo las repercusiones de los organismos internacionales. Desde ese momento se pierde la pista de Stamponi aunque se cree que fue trasladado a Uruguay junto a otros detenidos.

## Persecución, secuestro y desaparición durante la última dictadura
El 13 de noviembre de 1976, apenas Mafalda llegó a La Paz,  notó que la vigilaban. Después descubrió que le habían allanado la habitación del hotel aunque no le robaron nada. En el Ministerio de Gobierno la recibió e interrogó el mayor Jorge Cadima Valdez. Le dijo que su hijo había sido expulsado de ese país y que había sido entregado a fuerzas de seguridad argentinas en la frontera con La Quiaca el 15 de octubre. Como prueba le entregó un radiograma firmado por el subprefecto de Villazón. En la mañana del 19 de noviembre llegó al aeropuerto de Ezeiza en un vuelo de Lloyd Aéreo Boliviano. Antes de que le sellaran el pasaporte vio que le avisaron a un hombre de civil, que la siguió hasta el hotel. A las cinco de la tarde, con ruleros y un pañuelo para romper el seguimiento, se entrevistó con su nuera, quien le advirtió del peligro y le aconsejó volver a Punta Alta. Nunca imaginó la bestialidad de lo que estaba pasando. Sólo pensaba en encontrar a su hijo y cuidar a su primera esposa Alicia Borgato, quien se radicó en Cuba. En los primeros minutos del 20 de noviembre, el día que cumplía 60 años, tres hombres de civil la secuestraron del hotel Esmeralda.

## Justicia italiana
En julio de 2015, el Tribunal de Roma abordó  el caso de Luis Stamponi, desaparecido en el marco del Plan Cóndor,  con el que Italia investiga la desaparición y asesinato de decenas de italianos en el marco de esa operación. Entre otros testificaron entonces el embajador boliviano en Perú, Gustavo Rodríguez Ostria, quien lo hizo en calidad de investigador, no de diplomático; la exministra de Salud de Bolivia, Nila Heredia; y Victoria Fernández, militante del ELN que fue detenida en 1976 junto al propio Stamponi. Durante las audiencias también se mencionó el nombre de su madre Mafalda. En el proceso italiano estaban imputadas 33 personas de nacionalidad boliviana (2), chilena (11), peruana (4) y uruguaya (16).
En enero de 2017 se conoció el fallo de la Tercera Corte de Asís de Roma en el juicio por el Plan Cóndor que empezó en 1999 y llegó a instancias de debate en febrero de 2015: ocho cadenas perpetuas y 19 absoluciones.

## Homenajes
- En La Paz, la imagen de Stamponi integra desde 2004 un mural del artista Walter Solón Romero en la Plaza del Desaparecido “José Carlos Trujillo”, al pie del mirador Montículo[3] en el barrio de Sopocachi.
- Los nombres de madre e hijo identifican desde el año pasado una calle del municipio de Ancona, en el centro de Italia, de donde provenían ambas familias.[3]
- Desde el 24 de marzo de 2012 las fotos enmarcadas de Mafalda Corinaldesi y Luis Stamponi ofician de recordatorio en el Concejo Deliberante de Punta Alta, donde pocos reparan haber tenido a una precursora de las Madres de Plaza de Mayo.[3]

## Símbolo
Horas antes de ser secuestrada en el centro de la ciudad Buenos Aires se cubrió la cabeza con un pañuelo para despistar a los hombres que la seguían desde el aeropuerto de Ezeiza. Esta ama de casa de Punta Alta no llegó a marchar en la Plaza de Mayo ni en la plaza de su ciudad. Tampoco pudo saber que el pañuelo que usó se convertiría en símbolo de lucha contra el terrorismo de Estado de la mano de mujeres como ella, que el mundo conoció meses después como Madres de Plaza de Mayo.